# 뽄예지
뽄예지(버마어: ပုန်းရည်ကြီး)는 말콩으로 만든 미얀마의 두장이다. 돼지고기나 생선 요리에 쓰거나, 마늘, 셜롯, 땅콩기름을 넣어 아톳(샐러드)의 하나인 뽄예지 톳을 만들기도 한다.

## 만들기
잘 씻은 말콩을 푹 익을 때까지 끓인 다음, 콩을 꺼내고 남은 국물을 바로 끓이거나, 며칠에서 몇 주에 이르는 시간 동안 발효시킨 다음 끓인다. 오래 발효시킬수록 신맛이 강해진다. 발효되거나 발효되지 않은 콩물을 저으며 끓이면 점점 졸아들며 응고해 검붉은 빛을 띠는 페이스트 형태가 된다. 말려서 가루로 만들기도 한다.

## 같이 보기
- 된장
- 춘장